# Obwodowy Zarząd NKWD w Charkowie
Obwodowy Zarząd NKWD w Charkowie (ros. Управление НКВД по Харьковской области) – organ administracji terenowej Ludowego Komisariatu Spraw Wewnętrznych ZSRR (NKWD) realizujący swoje kompetencje na terenie obwodu charkowskiego.
Z uwagi na wielką skalę mordu na oficerach Wojska Polskiego w 1940 roku, pracownicy Obwodowego Zarządu NKWD w Charkowie (nie tylko tzw. operatywnicy, ale i kierowcy, biuraliści itp.) wspomagali siepaczy NKWD przy zbrodni na 3739 jeńcach z obozu w Starobielsku, których zwłoki następnie grzebano w Piatichatkach (część zbrodni katyńskiej). W 1940 roku naczelnikiem Obwodowego Zarządu NKWD w Charkowie był Piotr Safonow, a zastępcami naczelnika Paweł Tichonow i Aleksandr Andriejewicz Karmanow (ur. 1908). Funkcję komendanta Wydziału Administracyjno-Gospodarczego pełnił Timofiej Fiedotowicz Kuprij (1906–1942?), a naczelnikiem więzienia wewnętrznego był Filip Iwanowicz Doronin (ur. 1902). 26 października 1940 roku Tichonow, Karmanow, Kuprij i Doronin zostali nagrodzeni przez Ławrientija Berię wraz z innymi funkcjonariuszami NKWD uczestniczącymi w przygotowaniu zbrodni katyńskiej i jej wykonaniu tajnym rozkazem nr 001365 NKWD ZSRR "za pomyślne wykonanie zadań specjalnych".
W latach 1991–1992 zeznania na temat przebiegu mordowania polskich jeńców w piwnicach więzienia wewnętrznego Obwodowego Zarządu NKWD w Charkowie złożył przed prokuratorami rosyjskiej Głównej Prokuratury Wojskowej jeden z uczestników zbrodni, Mitrofan Wasiljewicz Syromiatnikow (ur. 1908), w 1940 roku strażnik w więzieniu NKWD w Charkowie, również nagrodzony rozkazem z 26 października 1940 roku.
2 listopada 2008 na byłym budynku NKWD odsłonięto tablicę pamiątkową ku czci zamordowanych w tym miejscu Polaków. 

## Literatura
- Encyklopedia II wojny światowej, Warszawa.